# Paratinia montana
Paratinia montana är en tvåvingeart som beskrevs av Eberhard Plassmann 1976. Paratinia montana ingår i släktet Paratinia och familjen svampmyggor. Inga underarter finns listade i Catalogue of Life.